# Blind Channel
Blind Channel é uma banda pós-hardcore de Oulu, Finlândia. A banda define seu estilo musical como «pop violento».

## História
A banda lançou seus primeiros singles: «Naysayers» e «Calling Out» em 2014, e o 1.º álbum de estúdio «Revolutions» a 29 de setembro de 2016. O álbum inclui os singles «Unforgiving», «Don't», «Darker Than Black», «Deja Fu» e «Enemy for Me». Em março de 2017, os Blind Channel lançaram uma versão de «Can't Hold Us». A 20 de abril de 2018 lançaram o 2.º álbum de estúdio «Blood Brothers» e o mesmo inclui os singles «Alone Against All», «Sharks Love Blood», «Wolfpack» e «Out of Town». o 3.º álbum de estúdio, «Violent Pop», foi lançado a 6 de março de 2020 e inclui os singles «Over My Dead Body», «Timebomb», «Snake», «Died Enough for You», «Fever e Gun». Em julho de 2020, a banda lançou uma versão de «Left Outside Alone». 

### Festival Eurovisão da Canção
A banda participou da seleção nacional finlandesa para o Festival Eurovisão da Canção 2021 com a música de nu metal «Dark Side» a qual resultou vencedora. Desta maneira os Blind Channel conquistaram o direito de representar a Finlândia na edição de 2021.

## Discografia

### Álbuns de estúdio
- Revolutions (2016)[6]
- Blood Brothers (2018)[7]
- Violent Pop (2020)[8]

### Singles
- ”Naysayers” (2014)
- ”Calling Out” (2014)
- ”Unforgiving” (2015)
- ”Foreshadow” EP (2015)
- ”Don't” (2015)
- ”Darker Than Black” (2016)
- ”Deja Fu” (2016)
- ”Enemy For Me” (2016)
- ”Can't Hold Us” (2017)
- ”Alone Against All” (2017)
- ”Sharks Love Blood” (2017)
- ”Wolfpack” (2018)
- ”Out of Town” (2018)
- ”Over My Dead Body” (2018)
- ”Timebomb (feat. Alex Mattson)” (2019)
- ”Snake (feat. GG6)” (2019)
- ”Died Enough For You” (2019)
- ”Fever” (2020)
- ”Gun” (2020)
- ”Left Outside Alone” (2020)
- ”Dark Side” (2021)
- ”Balboa” (2021)